# Spotkanie w Hendaye
Spotkanie w Hendaye – spotkanie, które miało miejsce 23 października 1940, pomiędzy szefem Państwa Hiszpańskiego Francisco Franco i ministrem spraw zagranicznych Hiszpanii Ramónem Serrano Suñerem a kanclerzem Rzeszy Adolfem Hitlerem, mające na celu ustalenie warunków przystąpienia Hiszpanii do II wojny światowej. Odbyło się na stacji kolejowej w Hendaye, na granicy francusko-hiszpańskiej.

## Geneza spotkania
Geneza porozumienia w Hendaye sięga czerwca 1940 roku, kiedy to upadek Francji był nieunikniony po ataku sił Osi. W związku z tym Hiszpania zmieniła swoje stanowisko w sprawie wojny, zastępując termin neutralność formułą strony niewalczącej, co można postrzegać jako pierwszy krok tego kraju w kierunku sojuszu z państwami Osi. 14 czerwca 1940 roku wojska hiszpańskie wkroczyły do międzynarodowej strefy Tangeru w Afryce Północnej, a pięć dni później Franco po raz pierwszy przedstawił Hitlerowi swoją ofertę włączenia się do wojny.

## Przebieg spotkania
O godzinie 15:20 dnia 23 października 1940 Adolf Hitler przybył w wagonie swojego pociągu „Amerika” na stację w Hendaye. W towarzystwie ministra spraw zagranicznych Rzeszy, Joachima von Ribbentropa, Führer czekał na Franco, który spóźnił się osiem minut. Rozmowa odbyła się w salonie wagonu pociągu, gdzie zasiadali Hitler, Franco, von Ribbentrop, Serrano Suñer oraz, jako tłumacze, ze strony niemieckiej Gross i ze strony hiszpańskiej Luis Álvarez de Estrada y Luque, barón de las Torres. Führer przedstawił długi wywód na temat nowego porządku, jaki miał zamiar wprowadzić w Europie, i podkreślił ogromne znaczenie udziału Hiszpanii w wojnie po stronie Osi. Zgodnie z relacją Álvareza de Estrady deklaracja Hitlera wyglądała następująco:
Führer wymienił ogromne korzyści, jakie czerpałaby Hiszpania przystępując do wojny po stronie państw Osi, zaznaczając, że wierzy, iż nadejdzie moment, w którym kraj ten zdeterminuje się do działania, nie do przyjęcia jest bowiem, by pozostał neutralny w obliczu wydarzeń wojennych i interwencji wojsk Rzeszy w Pirenejach.
Później Caudillo wygłosił równie długą mowę, która bardzo zirytowała Hitlera. Franco wciąż mówił o przejęciu przez Hiszpanów francuskiej strefy wpływów w Maroku z wyszczególnieniem Gibraltaru, pytając też, czy Rzesza jest w stanie wysłać Hiszpanii 100 000 ton pszenicy. Argumenty generała przedstawiały się następująco:
- Zjednoczone Królestwo nie zostało jeszcze zwyciężone, a jego silny opór wynikał z tego, że czeka na pomoc Stanów Zjednoczonych
- Hiszpania nie mogła nikomu dać prawa rządzenia się na Gibraltarze.

Zezwolenie Rzeszy na przejęcie Maroka przez Franco znacznie pogorszyłoby stosunki z francuskimi zwolennikami Hitlera, a w ujęciu Führera, Francja Vichy była o wiele ważniejszym sojusznikiem niż Hiszpania generała Franco. Ponoć niemożliwe do przyjęcia warunki Hiszpanii sprawiły, że Hitler wpadł w furię, mimo to spotkanie w Hendaye nie było kompletną klęską. Franco obiecał, że Hiszpania będzie uczestniczyć w wojnie, aczkolwiek nie była to formalna obietnica i Hiszpania nie przystąpiła oficjalnie do Osi.

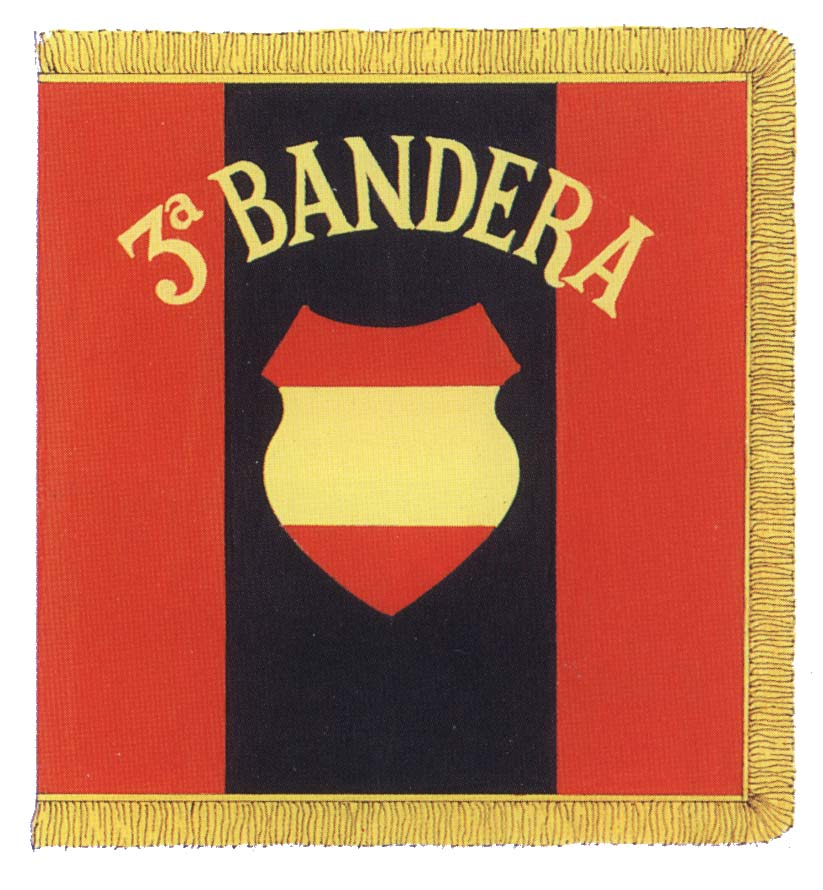
Sztandar Błękitnej Dywizji

Według odtajnionych współcześnie dokumentów wiadomo że brytyjscy agenci MI6 mieli przekupić doradców Franco kwotą 200 milionów funtów, aby ten nie dołączył do Osi – pieniądze rządu Wielkiej Brytanii zostały przelane ze Szwajcarii na konto przedsiębiorcy Juana Marcha. Pieniądze miały trafić do współpracowników Franco, hiszpańskich agentów, armatorów, aby odmówili budowy okrętów wojennych, a nawet Nicolasa – brata Franco.

## Błękitna Dywizja
Wydarzenie, które wykazało poparcie Hiszpanii dla państw Osi miało miejsce w czerwcu 1941 roku, po ataku III Rzeszy na ZSRR. Minister Serrano Suñer utworzył ochotniczy oddział mający walczyć z Sowietami. Oddział ten, znany pod nazwą Błękitnej Dywizji, był całkowicie finansowany ze środków Rzeszy, a jego działania odbywały się głównie w centralnej części ZSRR oraz na przedpolach Leningradu.

## Plany eksterminacji Żydów hiszpańskich
W 1941 roku Hiszpania przygotowała listę wszystkich 6000 Żydów znajdujących się na jej terytorium i przekazała ją Himmlerowi. W praktyce wiele dokumentów potwierdzających współpracę między frankistami i nazistami zostało spalonych po 1945 roku. Według współcześnie znalezionych dokumentów wiadomo, że Himmler współpracował z Państwem Hiszpanii przy ustalaniu miejsca pobytu żydów nawróconych na chrześcijaństwo, a przedstawiciele władz lokalnych mieli zlokalizować mogących ukrywać się w Hiszpanii Żydów sefardyjskich.